# Jeongseon
Der Landkreis Jeongseon (kor.: 정선군, Jeongseon-gun) befindet sich in der Provinz Gangwon-do in Südkorea. Der Verwaltungssitz befindet sich in der Stadt Jeongseon-eup. Er hatte eine Fläche von 1220 km² und eine Bevölkerung von 37.573 Einwohnern im Jahr 2019.
Der heutige Landkreis Jeongseon wurde von der Goguryeo-Dynastie während der Zeit der drei Königreiche regiert und Ingpyae-hyeon (잉패현) genannt. Nachdem die Silla-Dynastie die koreanische Halbinsel vereinigt hatte, wurde er 757 in Jeongseon-hyeon umbenannt. Nach der Gründung der Goryeo-Dynastie wurde er 1012 oder 1018 zu einem Landkreis (gun) befördert.

Lage des Landkreises in Gangwon-do

Während der Olympischen Winterspiele 2018 wurden im Jeongseon Alpine Centre Skirennen ausgetragen.

## Söhne und Töchter des Landkreises
- Won Bin (* 1977), Schauspieler
- Seol Ki-hyeon (* 1979), Fußballer
- Lee Sang-ho (* 1995), Snowboarder